# Les Adrets
 Les Adrets  es una población y comuna francesa, en la región de Ródano-Alpes, departamento de Isère, en el distrito de Grenoble y cantón de Goncelin.

## Demografía
| 283 | 282 | 297 | 409 | 481 | 643 | 744 | 748 | 903 | 1 004 | 1 063 | 1 068 |
| Para los censos de 1962 a 1999 la población legal corresponde a la población sin duplicidades (Fuente: INSEE [Consultar]) |     |     |     |     |     |     |     |     |       |       |       |